# Sammanbindningsbanan

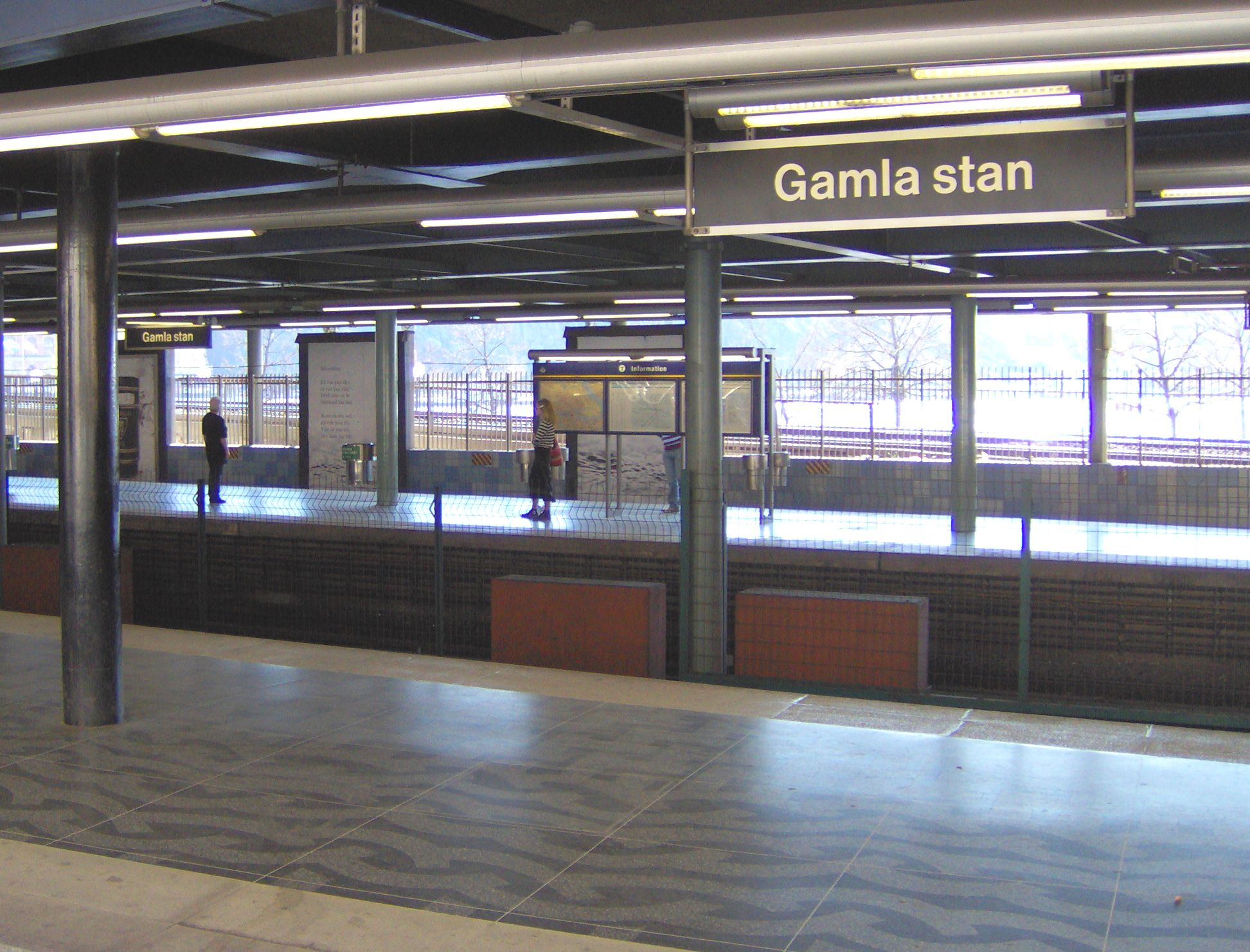
Metrostation Gamla stan, vaak ook Riddarholmen genoemd (2006)

Sammanbindningsbanan is een Zweedse spoorlijn in de stad Stockholm die tussen het station Stockholms Södra in het stadsdeel Södermalm en het station Stockholm C in het stadsdeel Norrmalm loopt. Dit traject is officieel sinds 1912 een integraal onderdeel van Västra stambanan, een term die uitsluitend van historische betekenis is.

## Geschiedenis
Het traject van Sammanbindningsbanan verbindt het tijdelijke eindpunt van het station Stockholms Södra, waar Västra-stambanan uit Göteborg C in 1860 werd geopend, met het eindpunt van het station Stockholm C waar de Ostkustbanan uit Sundsval C in 1863 werd geopend.
Het enkelsporige traject van Sammanbindningsbanan werd op 17 juli 1871 geopend. Het tweede spoor volgde pas in 1908.
In de jaren 50 veranderde er veel aan het traject. Zo werd er naast de spoorlijn een T-Bana aangelegd. In de jaren 60 werden de kruispunten op Tegelbacken vervangen door onderdoorgangen.
Dit traject heeft slechts twee sporen en hierdoor een kleinere capaciteit. Door aanpassingen van het signaleringssysteem konden er vanaf 2006 ongeveer 56 treinen per uur (28 per richting) rijden.

### De ondergrondse
Op 30 september 1933 werd een tunnel in Södermalm geopend als een eerste stap in het omzetten van de voorstedelijke traject van tramlijnen in een ondergrondse metro.
Het oorspronkelijke traject had drie stations in het stadsdeel Södermalm: Slussen, Södra Bantorget (thans Medborgarplatsen) en Ringvägen (thans Skanstull) aangeduid met een 

### Derde spoor
In de periode tussen 1970-90 werd er gedacht aan de bouw van een derde spoor om de capaciteit te vergroten.

### Geschiedenis Ostkustbanan
Het traject van de Ostkustbanan loopt tussen Sundsval C en Stockholm C. 

### Geschiedenis Västra stambanan
Het traject van de Västra stambanan loopt tussen Stockholm C en Göteborg C werd gebruikt door de huidige Västra stambanan de Södra stambanan en de toekomstige Götalandsbanan. 

### Plannen Citybanan
In de jaren 90 werden er plannen ontwikkeld voor een Citybanan bestaande uit een tunnel met twee sporen. Het traject zal gebruikt worden door pendeltreinen. Deze laatste oplossing biedt een veel hogere capaciteit. Het traject zou echter door historisch gevoelige gebied gaan lopen dat van nationaal belang is omdat in Riddarholmskyrkan veel van de Zweedse koningen begraven liggen.
De oplossing van Citybanan is als gevolg van sterk stijgende kosten in 2006 weer uitgesteld. Het plan gaat er nu van uit dat de bouw in 2008 van start kan gaan en tussen 2013 en 2016 worden opgeleverd.

Het toekomstige traject van de Citybanan gaat tussen Tomteboda over Stockholm C naar Stockholm Södra lopen en licht parallel aan een deel van de huidige Västra stambanan. 

## Aansluitingen
In de volgende plaatsen was of is er een aansluiting van de volgende spoorwegmaatschappijen:

### Stockholms östra
- Stockholm - Roslagens Järnvägar (SRJ) Roslagsbanan spoorlijn tussen Stockholms östra en Kårsta / Österskär / Näsbypark
- T-Bana

### Tomteboda
- Värtabanan spoorlijn tussen Karlberg / Tomteboda en Värtan
- Ostkustbanan spoorlijn tussen Stockholm C en Sundsvall C
- Citybanan toekomstige spoortunnel tussen Tomteboda en Stockholm Södra  traject J35 en J36
- Storstockholms Lokaltrafik  traject J35 en J36

### Karlberg
- Värtabanan spoorlijn tussen Karlberg / Tomteboda en Värtan
- Ostkustbanan spoorlijn tussen Stockholm C en Sundsvall C

### Stockholm Centraal

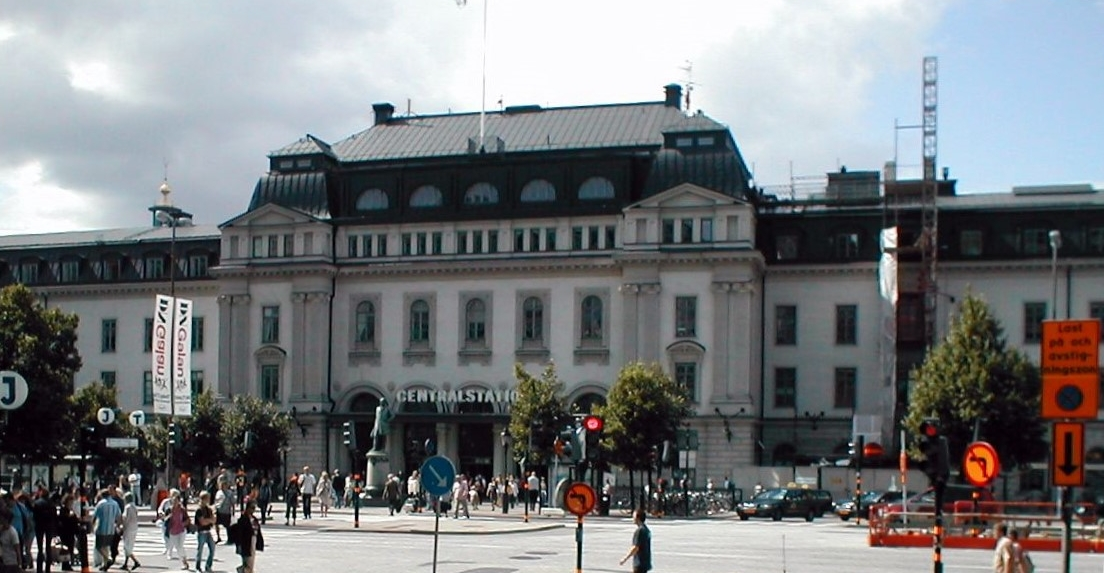
De hoofdingang van Stockholm Centraal aan de Vasagatan

Het station Stockholm C is gelegen in het stadsdeel Norrmalm.
- Sammanbindningsbanan spoorlijn tussen Stockholm C en Stockholms Södra
  - Västra stambanan spoorlijn tussen Stockholm C en Göteborg C
- Mälarbanan spoorlijn tussen Stockholm C via Västerås naar Örebro
- Ostkustbanan spoorlijn tussen Stockholm C en Sundsvall C 
  - Arlandabanan spoorlijn tussen Stockholm over de Ostkustbanan naar Luchthaven Stockholm-Arlanda
- Citybanan toekomstige spoortunnel tussen Tomteboda en Stockholm Södra  traject J35 en J36
- Stockholm - Västerås - Bergslagens Järnvägar (SWB) spoorlijn tussen Stockholm C en Enköping en verder
- Storstockholms Lokaltrafik  traject J35 en J36
- T-Bana

### Stockholm Slussen
- Sammanbindningsbanan geen station aan de spoorlijn tussen Stockholm C en Stockholms Södra
- Stockholm - Saltsjön Järnväg (SSnJ), bekend als Saltsjöbanan tussen Stockholm Slussen en Saltsjöbaden / Solsidan
- T-Bana

### Stockholm Södra
Het station Stockholm Södra in het stadsdeel Södermalm.
- Sammanbindningsbanan spoorlijn tussen Stockholm C en Stockholms Södra 
  - Västra stambanan spoorlijn tussen Stockholm C en Göteborg C
- Citybanan toekomstige spoortunnel tussen Tomteboda en Stockholm Södra  traject J35 en J36
- Storstockholms Lokaltrafik  traject J35 en J36
- T-Bana

## ATC
Het traject is voorzien van het zogenaamde Automatische Tågkontroll (ATC).

## Elektrische tractie
Het traject werd op 15 mei 1926 geëlektrificeerd met een spanning van 15.000 volt 16 2/3 Hz wisselstroom.

## Bron
- Historiskt om Svenska Järnvägar
- Jarnvag.net